# Gaudí a la millor pel·lícula per a televisió
La següent llista és la de les pel·lícules nominades i guanyadores del Premi Gaudí a la millor pel·lícula per a televisió, des de l'any 2009, quan es van crear.
Dins el marc de canvis i innovacions anunciades a l'edició dels Premis Gaudí de 2025, l'organització va comunicar que la categoria a la millor pel·lícula per a televisió quedava eliminada.

## Palmarès
| Any  | Pel·lícula                                  | Director                 |
| ---- | ------------------------------------------- | ------------------------ |
| 2009 | El pallasso i el Führer                     | Eduard Cortés            |
| 2009 | Després de la pluja                         | Agustí Villaronga        |
| 2009 | Positius                                    | Judith Colell            |
| 2009 | Serrallonga, la llegenda del bandoler       | Esteve Rovira            |
| 2010 | 23F, el dia més difícil del rei             | Sílvia Quer              |
| 2010 | La ruïna                                    | Elena Trapé              |
| 2010 | Les veus del Pamano                         | Lluís Maria Güell        |
| 2010 | Plou a Barcelona                            | Carles Torrens           |
| 2011 | Quatre estacions                            | Marcel Barrena           |
| 2011 | El viatge vertical                          | Ona Planas               |
| 2011 | La Mari. Torna a començar i l'únic camí     | Ricard Figueras          |
| 2011 | Ull per ull                                 | Mar Targarona            |
| 2012 | 14 d'abril: Macià contra Companys           | Manuel Huerga            |
| 2012 | Barcelona ciutat neutral                    | Sònia Sánchez            |
| 2012 | Clara Campoamor, la dona oblidada           | Laura Mañá               |
| 2012 | Ermessenda                                  | Lluís Maria Güell        |
| 2013 | Tornarem                                    | Felip Solé               |
| 2013 | Atrapats                                    | Miguel Puertas           |
| 2013 | Germanes                                    | Carol López              |
| 2013 | Mar de plàstic                              | Sílvia Munt              |
| 2014 | Carta a Eva                                 | Agustí Villaronga        |
| 2014 | Concepción Arenal, la visitadora de presons | Laura Mañá               |
| 2014 | Desclassificats                             | Abel Folk Joan Riedweg   |
| 2014 | Olor de colònia                             | Lluís M. Güell           |
| 2015 | Descalç sobre la terra vermella             | Oriol Ferrer             |
| 2015 | L'últim ball de Carmen Amaya                | Judith Colell            |
| 2015 | Prim, l'assassinat del carrer del Turco     | Miguel Bardem Aguado     |
| 2015 | Vicenç Ferrer                               | Agustí Crespi            |
| 2016 | 13 dies d'octubre                           | Carlos Marques-Marcet    |
| 2016 | El Cafè de la Marina                        | Sílvia Munt              |
| 2016 | El mètode Grönholm                          | Enric Folch              |
| 2016 | Les nenes no haurien de jugar a futbol      | Sònia Sánchez            |
| 2017 | Ebre, del bressol a la batalla              | Roman Parrado            |
| 2017 | Fassman: l'increïble home radar             | Joaquim Oristrell        |
| 2017 | La Xirgu                                    | Sílvia Quer              |
| 2017 | Laia                                        | Lluís Danés              |
| 2018 | La llum d'Elna                              | Sílvia Quer              |
| 2018 | Amics per sempre                            | Roman Parrado            |
| 2018 | Pau, la força d'un silenci                  | Manuel Huerga            |
| 2018 | Res no tornarà a ser com abans              | Carol López              |
| 2019 | Vida privada                                | Sílvia Munt              |
| 2019 | El nom                                      | Joel Joan                |
| 2019 | De la ley a la ley                          | Sílvia Quer              |
| 2019 | Vilafranca                                  | Lluís Maria Güell        |
| 2020 | La catedral del mar                         | Jordi Frades             |
| 2020 | Cançó per a tu                              | Oriol Ferrer             |
| 2020 | L'enigma Verdaguer                          | Lluís Maria Güell        |
| 2020 | La dona del segle                           | Sílvia Quer              |
| 2021 | La mort de Guillem                          | Carlos Marqués-Marcet    |
| 2021 | Èxode                                       | Román Parrado            |
| 2021 | El crèdit                                   | Abel Folk i Joan Riedweg |
| 2021 | La fossa                                    | Agustí Vila              |
| 2022 | Frederica Montseny, la dona que parla       | Laura Mañá               |
| 2022 | Berenàveu a les fosques                     | Sílvia Quer              |
| 2022 | Tocats pel foc                              | Santi Lapeira            |
| 2022 | Un mundo para Julius                        | Rossana Díaz Costa       |
| 2023 | Sis nits d'agost                            | Ventura Durall           |
| 2023 | Alguns dies d'ahir                          | Kiko Ruiz Claverol       |
| 2023 | El Metralla                                 | Jordi Roigé              |
| 2024 | Quico Sabaté: sense destí                   | Sílvia Quer              |
| 2024 | Miró                                        | Oriol Ferrer             |